# Каюсте, Йенс
Йенс-Люс Микаэль Каюсте (швед. Jens-Lys Michel Cajuste; 10 августа 1999, Гётеборг, Швеция) — шведский футболист, полузащитник итальянского клуба «Наполи», выступающий на правах аренды за «Ипсвич Таун». Игрок сборной Швеции.
Каюсте родился в семье гаитянина и шведки. В возрасте 5 лет он вместе с семьёй переехал в Китай, где начал заниматься футболом и выступал за детские команды. В возрасте 10 лет Йенс вернулся в Швецию.

## Клубная карьера
Каюсте — воспитанник клуба «Эргрюте». 17 октября 2016 года в матче против «Сириуса» он дебютировал в Суперэттане. Летом 2018 года Каюсте перешёл в датский «Мидтьюлланн». 26 августа в матче против «Раннерс» он дебютировал в датской Суперлиге. 21 октября 2019 года в поединке против «Раннерс» Йенс забил свой первый гол за «Мидтьюлланн». В этом сезоне он помог команде выиграть чемпионат.

## Достижения
«Мидтьюлланн»
- Чемпион Дании: 2019/20